# Gladys Werner
Gladys Maxine Werner, detta Skeeter, coniugata Walker (Steamboat Springs, 22 dicembre 1933 – Steamboat Springs, 20 luglio 2001), è stata una sciatrice alpina statunitense.

## Biografia
Nata e cresciuta a Steamboat Springs nel Colorado, sorella di Buddy e Loris Werner, si allenò come sciatrice ad Howelsen.
Nel panorama sportivo si affermò già nelle competizioni giovanili, contemporaneamente al fratello Buddy. Riserva della nazionale di sci alpino alle Olimpiadi di Oslo, fu l'atleta più giovane a gareggiare ai Mondiali del 1954.
Prese parte alle Olimpiadi di Cortina nel 1956, ottenendo il decimo posto nella discesa libera, il ventiduesimo nello slalom gigante e il ventisettesimo nello slalom speciale.
Si ritirò dalle competizioni nel 1957; dapprima si trasferì a New York per lavorare come modella e stilista, poi tornò a casa ed aprì un negozio di sci con i fratelli. Lavorò inoltre come istruttrice di sci a Steamboat Springs. Tra i suoi allievi ci fu Doak Walker, giocatore della NFL e vincitore dell'Heisman Trophy. Skeeter sposò l'uomo, divorziato e con quattro figli, in una fuga a Las Vegas nel maggio del 1969. Trascorsero insieme il resto della loro vita, finché lui morì a settantun anni nel 1998, alcuni mesi dopo essere rimasto paralizzato in un incidente sciistico.
Skeeter Werner Walker morì nel 2001, all'età di sessantasette anni.

## Palmarès
| Anno | Manifestazione            | Sede              | Evento          | Risultato | Prestazione |
| ---- | ------------------------- | ----------------- | --------------- | --------- | ----------- |
| 1954 | Mondiali                  | Åre               | Discesa libera  | 10ª       | -           |
| 1956 | Giochi olimpici invernali | Cortina d'Ampezzo | Discesa libera  | 10ª       | 1:49.6      |
| 1956 | Giochi olimpici invernali | Cortina d'Ampezzo | Slalom speciale | 27ª       | 2:30.1      |
| 1956 | Giochi olimpici invernali | Cortina d'Ampezzo | Slalom gigante  | 22ª       | 2:04.0      |